# 部族の主権 (アメリカ合衆国)

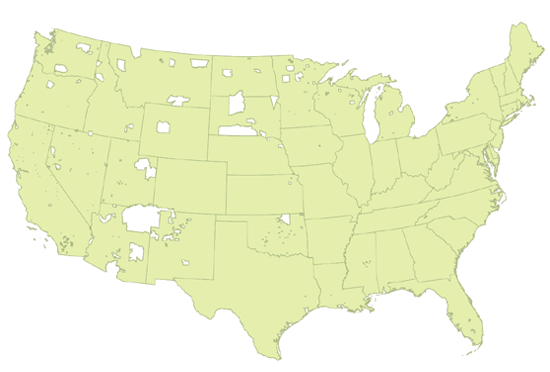
アメリカ合衆国の部族の主権国家の地図。居留地以外の部分を強調している

部族の主権（ぶぞくのしゅけん）は、先住部族が自己を統治する本来の権限のことである。現在のアメリカ合衆国連邦政府はこの主権を承認し、ワシントンD.C.とインディアン部族との間の政府対政府の関係を強調する政策をとっている。しかし、ほとんどのインディアンの土地はアメリカ合衆国によって信託保有されており、連邦法はいまだに部族政府の政治と経済の権利を規制している。部族の境界内の人々と物事を巡る部族の権限は、しばしば論争となる。インディアンをめぐる犯罪の部族の管轄が合理的にうまく解決されている中、部族は今でもインディアン・カントリーで犯罪を犯す非インディアンの刑事裁判権を獲得するよう戦っている。これは大部分は、部族は彼らの土地で犯罪を犯した非インディアンの逮捕、裁判、そして判決する固有の権限を欠くとした、1978年のオリファント対スクアミッシュ・インディアン部族裁判での最高裁判決が原因になっている。このオリファント判決は、インディアン・カントリーにいまだ議論を呼んでいる。

## アメリカ合衆国の被保護国
アメリカ独立戦争以前は、 部族は主権を有する政府としてイギリスと条約を結んだ。独立戦争中、大陸会議はインディアン問題で3つの地方の行政省を確立し、ほとんどが戦時中にイギリス側に付いた先住部族との条約と同盟を交渉することを担うものであった。1789年のアメリカ合衆国憲法の創設により、新しい議会はこれらの任務を新設された陸軍省に移管した。
政府間の条約は、1785年のチェロキーのホープウェル条約のように、まだ部族への権利を定義することを頼りにしながらも、主権国家としてのインディアンのネーションの法的な地位は、新しい共和国の初期の時代に変化し始めた。合衆国最高裁は、ジョンソン対マキントッシュ裁判の1823年の判決で、先住民の土地所有者の権利を初めて承認したが、判決は長引いていた部族の主権の問題については答えなかった。裁判長ジョン・マーシャルの判決は第一に、連邦政府のみが部族との土地取引を交渉する権威を持つという原則を確立する事に関係していた。しかしながら、法的所有権は合衆国政府にあるものの、裁判所は土地を占有して使用する先住民の権利を確かに認識した。マーシャルは、合衆国におけるインディアンの土地は、イギリスとの条約を通して連邦政府に与えられ、「これらの贈与地は、インディアンの占有権を唯一の条件として、譲受人に所有権を譲渡したものとしてすべての人に理解されている」と説明した。裁判所はまた、合衆国の土地所有権にかかわらず、部族がその権利を政府に譲る場合を除いて、部族の地域の占有権は失われ得ないことを認めた。
主権国家としての部族の地位の問題は、最終的に1831年のチェロキー・ネーション対ジョージア州裁判での最高裁の判決で決められた。 多数意見の書面でマーシャル裁判長は「アメリカ合衆国内のインディアンの部族、もしくはネーションは、憲法の意味において外国ではなく、アメリカ合衆国の法廷での訴訟を維持できない」と表明した。マーシャルは部族を「国内従属国」と見なした。彼はこの概念を練り上げ、これらの国内の国は「生徒の身分」にあり、「彼らの合衆国との関係は、彼の保護者と被保護者とのそれに似ている」と決定づけた。翌年、ウースター対ジョージア州裁判で、マーシャル法廷は（個別の州ではなく）アメリカ合衆国の国民政府のみが、インディアンの問題に権限を持つとした原則を確立した。
当面は、部族は合衆国裁判所への道を閉ざされた。1871年3月3日の議会立法は、部族はもはやアメリカ合衆国と条約関係に無いが、以前にインディアン・ネーションと調印した条約のすべてを尊重する責任をアメリカ合衆国が持つことを規定した。1886年、2名のインディアンの殺人容疑者の裁判をどこで行うかと問われた合衆国地方裁判所は、「アメリカ合衆国憲法は、それによって創設された政府の、その境界内部の幾多のインディアン部族との関係に関して、ほとんど記述が無い」と意見を述べた。法廷は、インディアン・ネーションはアメリカ合衆国の被保護者と結論づけた。

## 部族裁判所の権利の拡大
1883年4月10日、さまざまな居留地にインディアンのための警察が創設された5年後、インディアン担当官は「インディアンの違反を取り締まる裁判所」のための法律を承認した。裁判所は、刑事責任を起訴する場を提供したが、民事問題の解決を求める部族の救済はひとつもなかった。新しい裁判所の法律は、具体的には「異教の儀礼」と呼ばれていた部族の宗教的実践を標的にし、担当官は裁判所に「出来る限り早く部族の関係を破壊する」よう促した。さらにその5年後、議会はインディアン裁判所を運営する資金の供給を開始した。
新国家の最初の1世紀以内に、合衆国裁判所がインディアン・ネーションに対する州と連邦政府の権利と責任のいくつかを明らかにした。その一方で、現在は合衆国が占領している大陸に元々あった国々に残っていた既得権を合衆国裁判所が決定づけるまでに、さらにほぼ1世紀かかった。
19世紀中頃から、管財人が彼らの所有権と資産を保護する訴訟を起こしたように、連邦政府は合法的に部族のネーションの資産、土地、水、そして条約上の権利の所有権と管理を受託した。 1934年、成文化したインディアン再編法は、インディアン・ネーションに部族と部族評議会のための権力を列挙した憲法の文書目録から選ぶことを許可した。この法律は具体的にインディアン違反裁判所を認めなかったが、1934年は、（合衆国の権威よりもむしろ）部族の権威が、部族裁判所に正当性を与えた年として広く認められた。
1956年、合衆国裁判所は、いかなる法律も部族裁判所を設立していないという結論を出したが、それでもなお、数十年にわたる連邦の出資は、それらの裁判所は正当な裁判所であることを暗に示していた。

## 司法権の定義
1924年6月2日、議会は登録された部族の成員を含めて国の市民権を拡大したが、裁判所は、部族の法律の下で姦通の罪を宣告されたオグララ・スー族の2名の被告人が、合衆国憲法によってその他の市民に提供された法による保護を享受していないとの結論を出した。裁判所は1924年以前の判例から判例法を引用し、「インディアンが特権を行使し、（別の権力の下ではなく）一法的権利者の義務を生み出す準備ができている時、部族の関係は解消され、国の後見人の職務は終わりになるかもしれない。しかし、いつ、どのようにこれが行われるべきかを決定するのは議会次第である、解放が全面的、または一部だけであろうとなかろうと…」と言った （1916年、合衆国対ナイス裁判）。裁判所はさらに、より昔のローン・ウルフ対ヒッチコック裁判に基づいて、以下のように断定した。「議会がインディアンに対して十分な権威（w:Plenary power）を持っていることは、遺憾なく確立されている」。裁判所はさらに、「市民権を与える事それ自体は…インディアン部族裁判所の司法権を破壊しない。また…そうすることに対する議会の一部に意図はない」と続けた。姦通の有罪判決と部族裁判所の権力は支持された。
1953年、議会は公法280（w:Public Law 280）を制定し、インディアンの土地でのインディアンに関わる刑事および民事事件についての広範囲に及ぶ司法権を、一部の州に与えた。多くの者、特にインディアンは、それが部族のネーションに彼らの同意なしに法体系を強要したために、その法を不公平であると信じ続けた。
1965年、第9巡回区控訴裁判所は、部族裁判所に提訴された部族の成員に、いかなる法律も人身保護令状の権利を含む合衆国憲法の条項を拡張してはいないとの結論を出した。それでもなお、「フォート・ベルクナップ・インディアン・コミュニティで機能するインディアン裁判所は、少なくとも一部分においては連邦政府の権力の一部ではない、と言う主張はまったくの作り話である。そもそも彼らは、連邦の行政府によって作られ、インディアンのコミュニティであることを強要され、そして今日に至るまで、連邦政府はいまだに彼らに対して部分制御を管理している」と裁判所は結論を出した。しかし結局は、第9巡回区は問題になっている特定の居留地にその判決を限定し、「我々の判決は、部族裁判所が連邦または州の裁判所に適用できるあらゆる憲法の制限に従わなければならないことを付随しない」と述べた。
今日のインディアン・ネーションにおける多くの裁判所は、州裁判所と十分な信頼と信用（w:Full Faith and Credit Clause）を確立しているものの、ネーションにはまだ合衆国裁判所へ直接上申する手段がない。インディアン・ネーションが合衆国裁判所に州との訴訟を起こす時、彼らは内務省インディアン局（w:Bureau of Indian Affairs）の同意とともにそのようにする。しかし現在の法律上では、裁判所と議会は、インディアン法に関して、部族のネーション、州およびアメリカ合衆国でしばしば争われる司法権をはるかに洗練させた。
1978年のオリファント対スクアミッシュ・インディアン部族の裁判では、最高裁はウィリアム・レンキスト判事による6対2の多数意見として、部族裁判所は非インディアンに対する司法権を持たないという結論を出した（当時の最高裁裁判長ウォーレン・バーガーとサーグッド・マーシャル判事は反対意見を提示した）。しかし裁判所は、部族裁判所は、法廷での礼儀正しさを保つため、非インディアンに対して裁判所侮辱罪を適用できるのか、また部族裁判所は、非インディアンに召喚状を発せられるか、という問題を含む、未解決のいくつかの問題を残した。
1981年の裁判、モンタナ州対合衆国では、部族のネーションは、部族のネーションの健康や福利厚生、経済的利益、政治的全体性を保護する必要の範囲で、彼らの内政の問題に対する固有の権力を、そして部族の土地内の非部族に対する民生権限を有することを明らかにした。
この時代のその他の裁判は、部族のネーションの主権を妨げることから州を排除した。ワシントン対コルヴィル・インディアン居留地連合部族（1980年）のもと、部族の主権は、州ではなく、連邦政府のみによって決まり、連邦政府よりのみ下位であるとされた。合衆国対マズリー（1975年）のもと、部族は、部族の成員と部族の土地に対して主権を保持するとされた。
1990年のデュロ対レイナ裁判で最高裁は、部族裁判所は部族の成員ではないインディアンに対して刑事裁判を行えないが、しかし部族は「彼らが部族の土地にとって好ましくないと考えた人物を排除できる、伝統的で議論の余地のない権力も所有している…。部族の法執行の権力は、必要であれば彼らを追い出す権力を持つ。違反者を審理して刑罰を与える司法権が依然として部族の外にあるところでは、部族の職員は彼を関係当局へ引き止めて護送する権力を行使してもよい」と述べた。 この判決を受けて議会は、非部族成員を含むすべてのインディアンに対する彼らの居留地内の刑事裁判を行使する部族の権力を承認したデュロ・フィクス（Duro Fix）を可決した。デュロ・フィクスは、2004年の合衆国対ララ裁判で最高裁に支持された。

## 今日の部族政府
21世紀の幕開けには、アメリカ合衆国中の部族裁判所の権力は、部族が公法280の定める州にあるかないかによって異なった。部族裁判所は部族の成員と、デュロ・フィクスを理由に、部族の土地で犯罪と見なされた成員ではないインディアンに対する多くの刑事裁判を持続した。しかしインディアン公民権法は、部族の刑罰を懲役一年と5,000ドルの罰金に制限している。公法280の定める州（アラスカ、カリフォルニア、ミネソタ、ネブラスカ、オレゴン、ウィスコンシンの各州）では、部族裁判所は非インディアンに対する刑事裁判を行えない。公法280の定める州では、インディアン・カントリーでの活動での刑事および民事を審理する司法権を州が与えられてきた。それ以外の州では、インディアン・カントリーにおいてインディアンの法律を犯したインディアンは、もしその犯罪がMajor Crimes Act（§1153）のリストに該当すれば連邦裁判所に告発される。インディアン・カントリーにおいてインディアンのではない法律を犯したインディアンは、（そのインディアンが部族によって刑罰を受けない限りは）Major Crimes ActもしくはIndian Country Crimes Act（§1152）によって連邦裁判所に告発される。インディアン・カントリーにおいてインディアンの法律を犯した非インディアンは、Indian Country Crimes Actを用いて連邦裁判所に告発される。インディアン・カントリーにおいてインディアンのではない法律を犯した非インディアンは州によって告発される。
部族のネーションが州に対する裁判を合衆国裁判所に直接上申する手段がないにせよ、原告が部族または議会の棄却によって免除を受けている場合を除いて、彼らは主権者として多くの訴訟に対する免除を受けている。主権は部族の企業、そして部族のカジノやゲーム委員会にも拡大している。インディアン公民権法は、人身保護令状の手続きを除いては、連邦裁判所でのインディアン部族に対する実質的な権利の剥奪のための行為を許可していない。
今日の部族とプエブロの政府は、大規模な経済的事業に乗り出し、彼らの司法権内で成長する法執行機関を管理し経営を統制する法律を導入しているが、しかしアメリカ合衆国は部族の立法の範囲の制御を保持している。インディアン政府に導入された法律は、インディアン局を通じて内務省長官の批評（w:Secretarial Review）に合格しなければならない。

## 註
1. ↑  White House Press Release: "Memorandum for the Heads of Executive Departments and Agencies"
2. ↑  一部の部族の土地（最も一般的にはオクラホマの土地）は、もともとの特許として部族に譲渡された土地として保有されており、そのため信託財産としてではない。
3. ↑  Treaty With the Cherokee: 1785, The Avalon Project at Yale Law School.